# The Beverly Hillbillies
The Beverly Hillbillies (br: A Família Buscapé) é uma série de televisão americana, transmitida pela CBS entre 26 de setembro de 1962 e 23 de maio de 1971.  O programa teve um elenco composto por Buddy Ebsen, Irene Ryan, Donna Douglas e Max Baer Jr. como os Clampetts, uma família do interior que se muda para Beverly Hills, na Califórnia, depois de encontrar petróleo em suas terras no Ozarks. O show foi produzido pela Filmways e criado pelo escritor Paul Henning. Foram produzidos 274 episódios - 106 em preto e branco (1962 a 1965) e 168 em cores (1965 a 1971).
The Beverly Hillbillies ficou entre os 20 programas mais assistidos na televisão em oito de suas nove temporadas, sendo duas vezes a série número um do ano, com vários episódios que permanecem entre os episódios de televisão mais assistidos na história. Ele acumulou sete indicações ao Emmy durante sua exibição. A série permanece em reprises sindicadas, e sua popularidade contínua gerou um remake de 1993 pela 20th Century Fox.